# Kapitalförsäkring
Kapitalförsäkringar är en placeringsform för såväl företag som privatpersoner, där placeringen skiljer sig från traditionell kapitalvinstbeskattning. Historiskt har denna placeringsform varit fördelaktig för placeringar med en god avkastning då ingen kapitalvinstbeskattning föreligger vid ett inlösen (återköp) av innehavet.  En kapitalförsäkring har ett mycket begränsat försäkringsinslag, vilket gör att dess syfte är nästan enbart som "skal" för finansiella placeringar.
Skatten på en kapitalförsäkring räknas i stället som en schablonmässig avkastningsskatt, 27 procent av den genomsnittliga statslåneräntan föregående år. Det belopp som beräkningen sker på är försäkringens värde 1 januari. Detta förändrades från och med den 1 januari 2012 i och med det nya investeringssparkontot. Den nya lagen kom även att förändra beskattningen så att statslåneräntan den 30 november året före beskattningsåret blev basen för kapitalunderlaget. Produkten av dessa två belopp multipliceras med 30 procent (en höjning från tidigare 27 procent) och resultatet blir den schablonmässiga avkastningsskatten.
Genom detta har många placerare sett en möjlighet att få ner skatten på sina kapitalvinster, eftersom skatten blir låg – den skatt som togs ut i början av år 2011 blev 0,75 procent (2,77 procent × 27 procent). Året innan var den 0,86 procent och i januari 2009 togs 1,05 procent ut som schablonmässig avkastningsskatt. Till detta tillkommer bankens eller försäkringsbolagets avgifter. Vissa banker och försäkringsbolag erbjuder dock kapitalförsäkringen helt utan värdebaserade avgifter, de räknar istället med att tjäna pengar på transaktionsavgifter på de affärer du gör inom ramen för försäkringen.
Kapitalförsäkringar brukar av detta skäl vara attraktiva i tider av börsuppgång. De är dock mindre attraktiva under börsfall, eftersom förlusterna inte är avdragsgilla och försäkringsbolagets kostnader liksom avkastningsskatten kvarstår. Ny lagstiftning, från och med 2008, har stoppat den tidigare möjligheten att dra av förlusten genom att sälja försäkringen.

## Investeringssparkontot
Finansdepartementet utredde kapitalförsäkringens framtid i samband med att man arbetade fram förslag till investeringssparkonto som infördes den 1 januari 2012. En lagrådsremiss om kontot lades fram den 16 maj 2011 . Förslaget innebär bland annat att schablonskatten för kapitalförsäkring höjs till samma nivå som den som föreslås för investeringssparkontot. Man undanröjer också möjligheten att skatteplanera kring årsskiftet. Förslaget kritiserades hårt av många remissinstanser, bl.a. då man ansåg att schablonskatten höjdes för mycket.

## Definition
I inkomstskattelagen sägs att "Med kapitalförsäkring avses en livförsäkring som inte är en pensionsförsäkring. Också en försäkring som uppfyller villkoren för en pensionsförsäkring anses som en kapitalförsäkring om så bestämts när avtalet ingicks."